# Green Lake Glacier
Der Green Lake Glacier ist ein Gletscher im North Cascades National Park im US-Bundesstaat Washington; er liegt unmittelbar nordöstlich des Bacon Peak. Der Green Lake Glacier beginnt an einem Felsgrat, der sich östlich des Bacon Peak ausbreitet. Der Gletscher bildet zwei Zungen, die nördlich des Felsgrates von etwa 6.600 ft (2.012 m) bis auf etwa 5.500 ft (1.676 m) Höhe herabfließen.:83 Bei dem Grat handelt es sich um einen Gebirgsgrat, welcher den Green Lake Glacier vom Diobsud Creek Glacier im Süden trennt. Das Schmelzwasser des Gletschers strömt über die Bacon Lake Falls direkt in den Green Lake.